# Martinskirche (Altenhaßlau)

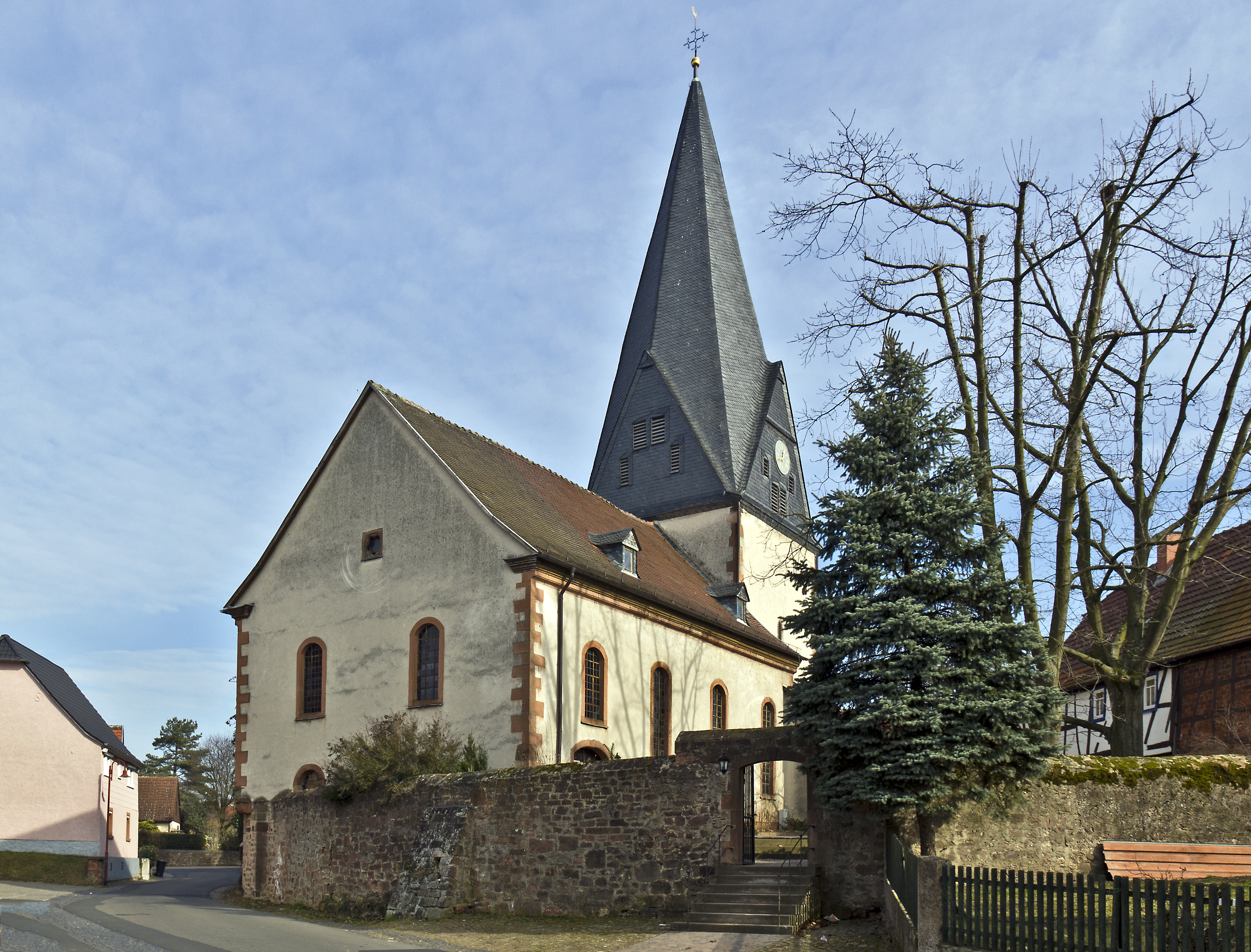
Martinskirche

Die Martinskirche ist die evangelische Gemeindekirche von Altenhaßlau, einem Ortsteil der Gemeinde Linsengericht im Main-Kinzig-Kreis (Hessen). Die Kirchengemeinde Linsengericht gehört zum Kirchenkreis Kinzigtal der Evangelischen Kirche von Kurhessen-Waldeck.

## Architektur
Die spätromanische Anlage wurde um 1230 errichtet. Sie steht erhöht, inmitten eines kreisförmig ummauerten ehemaligen Kirchhofes. Der mächtige Westturm ist über vier verschieferten Giebeln mit einem Spitzhelm bekrönt. Im Altarraum ruht auf Knospenkonsolen ein Kreuzrippengewölbe. An der Südseite befindet sich eine kleine spätgotische Sakristei. Von 1752 bis 1753 wurde das Schiff um- und neue Fenster eingebaut und auch das Dach neu eingedeckt. Die Emporen und die Voutendecke wurden umgestaltet. Die romanischen Portale an der Süd- und Westseite wurden vermauert. In den Westgiebel ist ein rosettenartiges Fünfpassfenster eingesetzt. Mehrere Grabplatten mit Wappen stammen aus dem 17. und 18. Jahrhundert.
Die Kirche ist heute ein denkmalgeschütztes Kulturdenkmal aufgrund des Hessischen Denkmalschutzgesetzes.

## Geschichte
Erstmals 1402 erwähnt, ist die Kirche heute das älteste Bauwerk des Dorfes. Die Dörfer Eidengesäß, Großenhausen, Ziegenhausen (Geislitz), Lützelhausen und Ettengesäß (heute: Wüstung) waren nach hier eingepfarrt. Das Patronat lag 1279 bei den Herren von Trimberg, seit 1377 bei den Herren von Hanau. In der mittelalterlichen Kirchenorganisation gehörte die Kirche von Altenhaßlau zum Archidiakonat von St. Peter und Alexander in Aschaffenburg und dessen Landkapitel Rodgau.
Die Reformation in der Grafschaft Hanau-Münzenberg, zu der Altenhaßlau gehörte, entwickelte sich zunächst in die lutherische Richtung. Graf Philipp Ludwig II. von Hanau-Münzenberg führte jedoch 1597 eine zweite Reformation durch, mit der er seine Landeskirche der reformierten Konfession zuführte, was auch für die Martinskirche gilt.

## Wissenswert
Für die später doch wieder entstehende lutherische Gemeinde schuf der Baumeister Christian Ludwig Hermann 1724–1726 aus einem Jagdzeughaus des Hanauer Grafen Johann Reinhard III. ein eigenes Kirchengebäude, die Reinhardskirche. Der Bedarf nach einem eigenen Gotteshaus für die Lutheraner erledigte sich, als mit der Hanauer Union von 1818 die beiden protestantischen Kirchen im Fürstentum Hanau vereinigt wurden. Ab 1961 wurde in Altenhaßlau nur noch die Martinskirche als Gemeindekirche genutzt, die Reinhardskirche dagegen zunächst als Jugendhaus und später als Gemeindehaus umgebaut.